# Platja de Malabajada
Les Platja de Malabajada es troba en el concejo asturià de Castrillón i pertany a la localitat de Bayas. El grau d'urbanització i d'ocupació són baixos i el seu entorn és rural. Els accessos, encara que són curts, de menys d'un quilòmetre, són perillosos a causa de l'alta inclinació dels penya-segats que l'envolten. El jaç és de palets i roques. El seu nom ho diu tot sobre els accessos a la platja. Les baixades són molt perilloses, la sorra és de color clar i de gra mitjà. Els graus d'urbanització i ocupació són molt baixos.
Per accedir a aquesta platja cal localitzar els nuclis urbans més propers que, en aquest cas, són «Cueto» i «Bayas». El difícil descens per una estreta i sinuosa senda salva més de 100 m de desnivell en pocs metres més de recorregut el que fa que tingui un pendent enorme i molt perillosa. Per accedir amb major seguretat és millor utilitzar el mateix camí que per accedir a la Platja de la Barca i quan s'arriba a la «senda litoral» cal anar en sentit contrari al de la Barca, és a dir, en sentit aquest fins que s'arribi al «Centre d'Observació Ornitològic». Des d'aquí s'observen les restes d'una pedrera dedicada a treure pedra per a espigons. També des d'aquí cal prendre precaucions per al descens. L'únic servei que disposa és un aparcament. Des d'aquí s'observa la gran Illa de la Deva. L'activitat més recomanada és el busseig als voltants de l'illa així com la fotografia, que proposa a l'observador uns panorames especialment bells.